# Мельк (округ)
Бецирк Мельк(нім. Bezirk Melk) — округ Австрійської федеральної землі Нижня Австрія. 
Округ поділено на 40 громад:
Міста
1. Манк (2953)
2. Мельк (5232)
3. Пехларн (3767)
4. Ібс-ан-дер-Донау  (5812)

Ярмаркові містечка
1. Артштеттен-Пебрінг (1174)
2. Бішофштеттен (1154)
3. Блінденмаркт (2438)
4. Дункельштайнервальд (2324)
5. Еммерсдорф-ан-дер-Донау (1759)
6. Ерлауф (1115)
7. Голлінг-ан-дер-Ерлауф (1553)
8. Гюрм (1693)
9. Кільб (2529)
10. Клайн-Пехларн (963)
11. Круммнусбаум (1432)
12. Лайбен (1360)
13. Лоосдорф (3619)
14. Марбах-ан-дер-Донау (1660)
15. Марія-Таферль (852)
16. Ноймаркт-ан-дер-Іббс (1788)
17. Нехлінг (1001)
18. Перценбойг-Готтсдорф (2209)
19. Петценкірхен (1331)
20. Пеггшталль (2532)
21. Раксендорф (1169)
22. Рупрехтсгофен (2245)
23. Шенбюгель-Аггсбах (1035)
24. Санкт-Леонгард-ам-Форшт (3005)
25. Санкт-Мартін-Карлсбах (1681)
26. Вайтен (1137)
27. Ішперталь (1861)

Сільські громади
1. Бергланд (1799)
2. Дорфштеттен (622)
3. Гофамт-Пріль (1647)
4. Кірнберг-ан-дер-Манк (1000)
5. Мюніхрайт-Лаймбах (1729)
6. Шоллах (938)
7. Санкт-Освальд (1133)
8. Тексінгталь (1621)
9. Целькінг-Матцлайнсдорф (1234)

Біля громади Техінгталь розташовано замок Планкенштайн, біля Шоллах  Замок Шаллабурґ.

## Демографія
Населення округу за роками за даними статистичного бюро Австрії

## Виноски
1. ↑  Statistik Austria. Архів оригіналу за 2 травня 2015. Процитовано 27 червня 2013.

| Австрія | Це незавершена стаття з географії Австрії. Ви можете допомогти проєкту, виправивши або дописавши її. |